# Roberto Gonçalves
Roberto Gonçalves é um engenheiro brasileiro. Foi gerente da Petrobras, e executivo da Logum, empresa de logística de etanol. Em novembro de 2014, foi demitido pela Petrobras, da Logum, após auditorias internas. Em 2015, foi preso temporariamente na Operação Lava Jato, na 20ª fase, batizada de Operação Corrosão, acusado de receber 1,6 milhão de dólares em propinas sobre contratos do Complexo Petroquímico do Rio de Janeiro (Comperj). Em setembro de 2016, foi indiciado por por corrupção, fraude à licitação e organização criminosa na Operação Lava Jato. Em março de 2017, voltou a ser preso, desta vez preventivamente, na Operação Paralelo, 39ª fase da Operação Lava Jato, com base nos depoimentos de delação premiada dos 78 executivos da Odebrecht (atual Novonor) e documentos das autoridades suíças.
Roberto Gonçalves sucedeu Pedro Barusco como gerente executivo da Área de Engenharia e Serviços da Petrobras no período entre março de 2011 e maio de 2012. Antes disto, foi gerente da área internacional da estatal. No Brasil, já vinha sendo investigado pela força-tarefa da Operação Lava Jato após depoimentos prestados por investigados que firmaram acordos de colaboração premiada com o Ministério Público Federal.

## Investigação
Preso temporariamente em 2015 na Operação Corrosão, Roberto Gonçalves negou ter contas no exterior, sendo posteriormente liberado. Em março de 2017, a investigação recebeu documentos das autoridades suíças que, segundo o Ministério Público Federal, apontam que Gonçalves teria contas no país para ocultar o recebimento de propina.
A procuradoria, por meio de nota, informou que foram identificadas cinco contas bancárias sendo uma delas registrada em nome da offshore Fairbridge Finance SA, que tem Roberto Gonçalves como beneficiário final, recebeu, somente em 2011, cerca de 3 milhões de dólares de offshores ligadas ao Setor de Operações Estruturadas da Odebrecht (atual Novonor).
De acordo com documentos encaminhados pela Suíça, Roberto Gonçalves transferiu, em abril de 2014, parte do saldo da conta Fairbridge Finance S/A para contas na China e nas Bahamas. "Essa conduta demonstra, além da reiteração de crimes de lavagem de dinheiro, o propósito de impedir o bloqueio dos ativos criminosos e frustrar a aplicação da lei penal. Apesar da tentativa de esconder o patrimônio, ainda foi possível o sequestro de mais de US$ 4 milhões de conta ligada a Roberto Gonçalves", disse a nota.
Outra conta, da offshore Silverhill Group Investment Inc. que também tem Roberto Gonçalves como beneficiário final, recebeu, somente em 2014, mais de 1 milhão de dólares provenientes da conta em nome da offshore Drenos Corporation.